# Остругаста гуска
Остругаста гуска (лат. Plectropterus gambensis) је једина врста у роду Plectropterus и потпородици Plectropterinae. Насељава мочваре Подсахарске Африке.

## Опис
Одрасле јединке достижу дужину од 75–115 cm и масу од 4-6,8 kg, при чему су мужјаци приметно крупнији од женки. Распон крила им је 150–200 cm. Према једном извору маса мужјака је око 6 kg, а маса женки 4,7 kg. Ипак, маса 11 остругастих гусака које су прстеноване у Јужној Африци се кретала у распону 2,4-5,4 kg.
Перје им је углавном црно, али на лицу, трбуху и врховима крила је бело. Кљун је црвене боје. Перје подврсте Plectropterus gambensis gambensis на велокој површини на стомаку и боковима је бело, али код мање подврсте Plectropterus gambensis niger, која се јавља јужно од реке Замбези, постоји само мала површина прекривена белим перјем на стомаку, Због чега посматрана из даљине подврста Plectropterus gambensis niger изгледа као да је потпуно црна.
Мужјак се разликује од женке не само по величини него и по томе што му је на челу и око очију кожа гола (без перја) и црвене боје, а на челу има и израслину црвене боје. Остругаста гуска је тиха врста и ретко се оглашава, а мужјаци се чешће оглашавају него женке.
Због чињенице да се храни отровним бубама из породице Meloidae, месо остругасте гуске је често отровно, због присуства отрова кантаридина, који у количини од 10 mg може да буде смртоносан за човека.

## Станиште
Остругаста гуска обично насељава отворене априлаке око језера, река, мочвара и речних делти. Најчешће се може пронаћи око река и језера у унутрашњости континента, док слана језера и висоравни углавном избегава, иако насељава и области на надморској висини од 3.000 m у источној Африци. Није присутна у безводним областима.

## Понашање
Остругасте гуске су друштвене птице које се обично окупљају у мањим јатим од око 50 птица. Претежно се храни биљном храном, травом и семењем трава, воденим биљем, плодовима и другом храном биљног порекла, али повремено се храни и малим рибама и инсектима.
На северу, сезона парења траје од Августа до Децембра, у источној Африци од јануара до јуна, а у јужној Африци од августа до маја. У току сезоне парења остругасте гуске су агресивне према другим птицама. Гнезда су им обично скривена у вегетацији у близини воде, али као гнезда су коришћене и рупе у дрвећу, шупљине у стенама, напуштена гнезда других врста птица, чак и врхови термитњака. По правилу гнезда им се налазе у мирним областима на обалама река и мочвара.

## Угроженост
Главна претња по опстанак остругасте гуске је развој и уништавање мочварних станишта и криволов. Почетком 1977. избројано је 10.000 јединки у западној Африци од Сенегала до Чада, већина их је забележена у басену реке Нигер. Остругаста гуска је обухваћена Споразумом о заштити афричко-евроазијских миграторних птица мочварица (AEWA).